# Bruno Valenti
Bruno Valenti (Rosario, Argentina; 26 de julio de 2002) es un futbolista argentino. Juega de defensa y su equipo actual es el SS Monopoli de la Serie C de Italia.

## Trayectoria
Nacido en Rosario, comenzó su carrera en la Serie D de Italia.
Fue cedido al Brindisi FC en la temporada 2022-23, club con el que ganó el ascenso, y de cara a la temporada 2023-24 fichó al jugador.
En agosto de 2024, el defensor firmó en el SS Monopoli de la Serie C.

## Clubes
| Club                    | País   | Año           |
| ----------------------- | ------ | ------------- |
| Licata Calcio           | Italia | 2020-2021     |
| Rotonda Calcio (Cedido) | Italia | 2020-2021     |
| Rotonda Calcio          | Italia | 2021-2023     |
| Brindisi FC (Cedido)    | Italia | 2022-2023     |
| Brindisi FC             | Italia | 2023-2024     |
| SS Monopoli             | Italia | 2024-presente |